# Françoise Gandriau
Françoise Gandriau, (née le 16 juillet 1775 à Fontenay-le-Comte et morte le 6 mars 1794 à Lassay-les-Châteaux) est surnommée la « petite Émigrée ».

## Biographie
Dernière de la famille de quatorze enfants, elle est prise dans le virée de Galerne. Elle est trouvée sur les bords de la route, brisée par la fatigue, les privations et la maladie. Un paysan nommé Grandin la conduit vers un de ses amis : Julien Thuault. Elle est arrêtée le 2 février 1794 à la suite d'une dénonciation auprès de Jean-Baptiste Volcler. Elle est condamnée à mort le 4 mars 1794 par la Commission militaire révolutionnaire du département de la Mayenne. 
Sa tombe et un oratoire sont situés dans un champ. C'est le lieu à partir du XIXe siècle et au début du XXe siècle de pèlerinages régionaux. 
Une plaque a été posée en sa mémoire à Lassay dans la rue Cébaudière, par Le souvenir de la chouannerie mayennaise.

## Sources partielles
- Chanoine Boutin, Françoise Gandriau ou la petite émigrée.